# گاگیک یکم واسپوراکان
گاگیک یکم واسپوراکان (ارمنی: Գագիկ Ա Արծրունի) بین سال های ۹۰۸ تا ۹۴۳ میلادی پادشاه پادشاهی واسپوراکان بود.